# Walden (Colorado)
Walden é uma cidade  localizada no estado americano do Colorado, no Condado de Jackson.

## Demografia
Segundo o censo americano de 2000, a sua população era de 734 habitantes.
Em 2006, foi estimada uma população de 621, um decréscimo de 113 (-15.4%).

## Geografia
De acordo com o United States Census Bureau tem uma área de
0,9 km², dos quais 0,9 km² cobertos por terra e 0,0 km² cobertos por água.

## Localidades na vizinhança
O diagrama seguinte representa as localidades num raio de 72 km ao redor de Walden.